# Антракт (филм, 1987)
Вижте пояснителната страница за други значения на Антракт.
„Антракт“ е български игрален филм от 1987 година на режисьора Давид Шурулидзе.

## Състав
Не е налична информация за актьорския състав.